# Первомайский сахарный завод
Первомайский сахарный завод — предприятие пищевой промышленности в городе Первомайск Николаевской области Украины, прекратившее своё существование.

## История
Первомайский сахарный завод был построен в соответствии с пятым пятилетним планом развития народного хозяйства СССР и введён в эксплуатацию в 1955 году. Первоначальная проектная мощность была рассчитана на переработку 1200 тонн сахарной свеклы и производство 200 тонн сахара в сутки, но уже 3 июля 1956 года было принято решение о техническом перевооружении завода с целью увеличить перерабатывающие мощности до 3000 тонн свеклы в сутки. Реконструкция началась в 1959 году и была завершена в 1962 году. 
В апреле 1969 года за производственные достижения завод был награждён Ленинской Почётной грамотой обкома, облисполкома и областного комитета ВЦСПС Николаевской области, а после подведения итогов социалистического соревнования 7 ноября 1969 года - награждён переходящим Красным знаменем Совета Министров УССР и денежной премией в размере 5250 рублей.
В 1973 году началась новая реконструкция завода, в результате которой в 1978 году на предприятии был освоен выпуск нового вида продукции – гранулированного жома с амидными добавками для откорма крупного рогатого скота, а к 1 января 1979 года перерабатывающие мощности были увеличены до 5320 тонн свеклы в сутки.
В целом, в советское время сахарный завод входил в число ведущих предприятий города.
После провозглашения независимости Украины завод перешёл в ведение Государственного комитета пищевой промышленности Украины. В дальнейшем, в 1994 году государственное предприятие было преобразовано в открытое акционерное общество.
Начавшийся в 2008 году экономический кризис (сокративший спрос на сахар у предприятий пищевой промышленности) и вступление Украины в ВТО (после которого в страну был разрешён импорт сахара-сырца по льготной таможенной ставке) осложнили положение предприятия.
В результате, завод остановил работу, а затем был разобран на металлолом.
Архивные видеофильмы снятые в 2005 году к 50-летию Первомайского Сахарного завода  